# Pilatus B-4
O Pilatus B4-PC11 (também conhecido como PC-11 na sequência numérica da Pilatus) é um planador intermediário construído inteiramente de metal pela Pilatus Aircraft da Suíça.
O B4-PC11 foi projetado nas especificações da FAI Standard Class, o que significa que tem uma envergadura de 15 metros e não possui flaps. Freios aerodinâmicos estão dispostos no extradorso de cada asa para o controle do planeio. A construção é de alumínio, com nervuras no plano principal e nos estabilizadores vertical e horizontal.

## Desenvolvimento
O projeto deste planador surgiu na década de 1960, quando a companhia Firma Rheintalwerke G. Basten (de onde a letra "B" na designação original é derivada) fabricou os primeiros dois protótipos. Os projetistas eram Manfred Herbst e Rudolf Kueppers. O primeiro voo do protótipo inicial ocorreu em 7 de Novembro de 1966. Entretanto, não havia ainda se iniciado a produção em série.
Em 1972 a Pilatus comprou a licença de produção para o B-4 e o renomeou para B4-PC11. Na primavera do mesmo ano, o primeiro modelo de produção (designado HB-1100) realizou seu primeiro voo.
Um total de 322 B4-PC11 de todas as versões foram produzidas pela Pilatus até 1980, quando a licença para produzir o planador foi vendida à Nippi Aircraft do Japão, que construiu apenas 13 aeronaves e um modelo para dois lugares designado Nippi B4T.
Subsequentemente, em 1994, a EWMS Technomanagement comprou os direitos para produzir e realizar manutenção do B4-PC11. Esta empresa também se especializou em renovar e melhorar os planadores B4-PC11 mais antigos. Além de tudo isso, produz também um modelo motorizado do B4-PC11.

## Versões
- B4-PC11: Primeira versão do planador, disponível com trem de pouso fixo ou retrátil. Podia voar uma série de manobras acrobáticas, mas não era permitido fazer loops invertidos ou manobras rápidas.
- B4-PC11A: Segunda versão do planador, desenvolvido para executar loops invertidos e suportar maiores forças "G".
- B4-PC11AF: Terceira versão do planador, lançado em 1975, com capacidades acrobáticas irrestritas. Foram adicionadas nervuras através da seção da fuselagem (aumentando a rigidez de torção), e para modificar as paradas da coluna de controle e diminuir o leme, dando maior deflexão da superfície.
- Nippi B4T: Versão fabricada sob licença pela Nippi Aircraft, no Japão
- Lynch B4M1: Conversão de um planador Nippi B4T para motoplanador, feita por John F. Lynch, da Austrália. Equipado com um motor König SC 430, de 24 cv.[1]

## Especificações
Informações: Jane's All The World's Aircraft 1987-88 

### Características Gerais
- Tripulação: 1
- Comprimento: 6.57 m
- Envergadura: 15 m
- Altura: 1.57 m
- Área Alar: 14 m²
- Alongamento: 16
- Peso Vazio: 230 kg
- Peso Carregado: 350 kg

### Desempenho
- Velocidade Nunca Exceder: 240 km/h (130 kn)
- Razão de Planeio: 30:1
- Taxa de Descida: 0.63 m/s
- Limite de Forças G: + 5.3 G até - 3 G (PC-11)
- Limite de Forças G: + 6.4 G até - 4 G (PC-11A)
- Limite de Forças G: + 7 G até - 5 G (PC-11AF)

#### Aeronaves similares
- Celair GA-1 Celstar
- Start & Flug Salto